# مربى مواشي

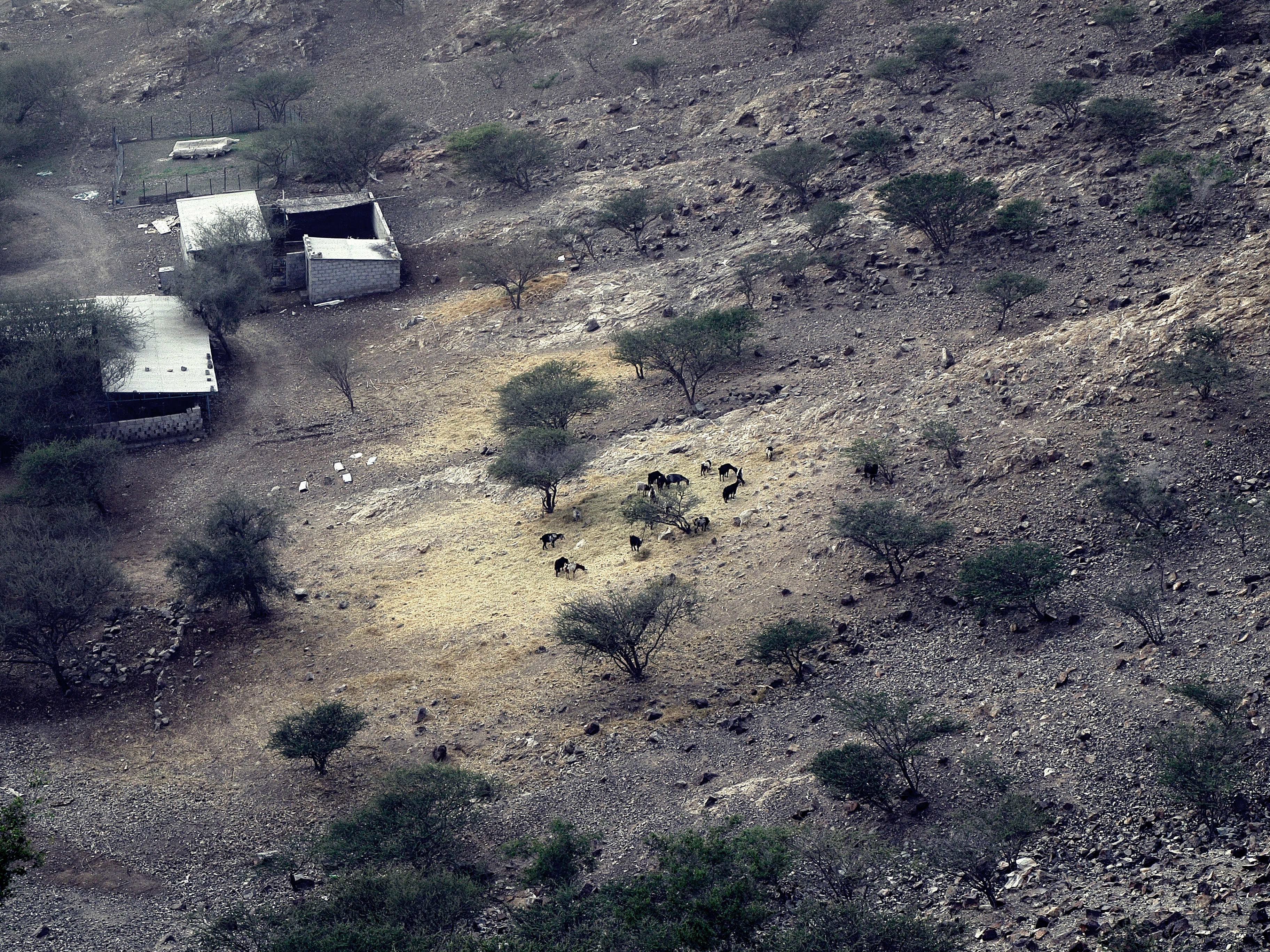
مباني في مرعى بسيط بإمارة الفجيرة

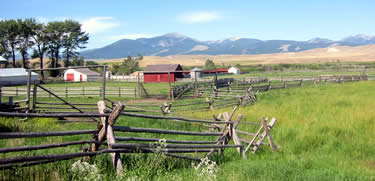
منظر لمزرعة جرانت كورس بالقرب من دير لودج، مونتانا.

مَربى المواشي أو مزرعة تربية الماشية أو الرَّنْش هي منطقة من المناظر الطبيعية، تتضمن العديد من المباني، حيث تعطى الأولوية بها لتربية الماشية، أي رعي الماشية مثل البقر أو الخرفان للاستفادة من لحومها أو أصوافها. تنطبق هذه الكلمة غالبًا على عمليات تربية الماشية في غرب الولايات المتحدة وكندا، على الرغم من وجود مزارع في مناطق أخرى. ويطلق على الأشخاص الذين يمتلكون أو يديرون مزرعة لتربية الماشية اسم أصحاب مزارع الماشية، أو مربو الماشية. كما أن تربية الماشية هي إحدى الطرق المستخدمة لتربية أنواع الماشية الأقل انتشارًا مثل الإلكة، والبيسون الأمريكي أو حتى النعام الجملي، والدرميس الأسترالي، والألبكة.
عادة ما تكون المزارع ذات مساحات ضخمة، ولكنها قد تكون من أي حجم. وفي غرب الولايات المتحدة، تعد المزارع مزيجًا بين الأراضي ذات الملكية الخاصة ملحقة بعقود إيجار للرعي تحت إشراف مكتب إدارة الأراضي الفيدرالي. وإذا تضمنت المزرعة أراضي صالحة للزراعة أو أراضي مروية، فإنها قد تقوم أيضًا بأنشطة زراعية محدودة، كزراعة المحاصيل لإطعام الحيوانات، مثل الدريس والحبوب الغذائية.
أما المزارع التي لا تقدم سوى خدمات للسياح فتعرف باسم المزارع المنتجعية أو تعرف بالعامية الإنجليزية "dude ranches." وعلى الرغم من أن معظم المزارع لا تقدم خدمات للسياح، فإنها قد تسمح للصائدين أو الموردين بالدخول إلى ملكيتهم وصيد الحيوانات البرية المحلية. ومع ذلك، وفي السنوات الأخيرة، أضافت بعض مزارع الإنتاج التي تواجه صعوبات مادية بعض ميزات المزارع المنتجعية مثل ركوب الخيل، ورعي الأغنام أو الصيد الموجه، في محاولة للحصول على دخل إضافي. وتعد تربية الماشية جزءًا من أيقونات «الحياة البرية الغربية» كما تظهر في أفلام الغرب الأمريكي والروديو.

## المهن بالمزرعة
يعرف الشخص الذي يمتلك ويدير العمليات في المزرعة عادة باسم المزارع، إلا أن تعبيرات مثل راعي الأغنام، أو مربي الماشية، أو رجل الماشية قد تستخدم هي الأخرى. وإذا كان هذا الشخص المسؤول عن الإدارة العامة موظفًا لدى المالك الفعلي، فإن التعبير رئيس العمال أو رئيس عمال المزرعة هو الذي يستخدم. أما المزارع الذي يربي الماشية الصغيرة السن في بعض الأحيان فإنه يعرف باسم عامل عجول البقر أو مربي عجول البقر. عادة ما يكون هذا الشخص المالك، وإن كان في بعض الحالات، ولا سيما عندما تكون الملكية غائبة، فيكون مدير المزرعة أو رئيس العمال بها.
وبالنسبة لموظفي المزرعة المسؤولين عن التعامل مع الماشية يطلق عليهم عدد من الأسماء، ومنها راعي، ومساعد المزرعة، وراعي البقر. أما الشخص الذي لا يختص سوى بالتعامل مع الأحصنة فيعرف في بعض الأحيان باسم |راعي أحصنة.

## أصول تربية الماشية
تعود أصول تربية الماشية وتقليد رعي البقر إلى إسبانيا، كنتيجة لضرورة التعامل مع قطعان كبيرة من حيوانات الرعي في الأراضي الجافة من فوق ظهور الخيل. وخلال سقوط الأندلس، تلقى أعضاء من طبقة النبلاء الإسبانية وغيرهم من الفرسان مساحات شاسعة من الأراضي تضمن لـمملكة قشتالة أنها قد تغلبت على المغاربة. وقد كان على ملاك هذه الأراضي الدفاع عنها، وكان يحق لهم استخدامها لتحقيق أرباح. وخلال هذه العملية تبين أن تربية الأغنام والماشية في مساحات واسعة ومكشوفة (في ظل نظام ميستا) هو الاستخدام الأمثل للمساحات الشاسعة من الأراضي، خاصة في أجزاء من إسبانيا تعرف الآن كاستيا-لا مانتشا، ومنطقة إكستريمادورا ومنطقة أندلوسيا.

## كتابات أخرى
- Blunt, Judy. Breaking Clean Knopf: 2002, hardcover, ISBN 0-375-40131-8
- Campbell, Ida Foster and Alice Foster Hill. Triumph and Tragedy: A History of Thomas Lyons and the LCs, High-Lonesome Books, Silver City, New Mexico, 2002, softcover, ISBN 0-944383-61-0
- Ellis, George F., The Bell Ranch As I Knew It, Lowell Press: 1973, hardcover, ISBN 0-913504-15-7
- Greenwood, Kathy L. Heart-Diamond, University of North Texas Press, 1989, hardcover, ISBN 0-929398-08-4
- Paul, Virginia. This Was Cattle Ranching: Yesterday and Today, Superior Publishing Company, Seattle, Washington, 1973
- Ward, Delbert R. Great Ranches of the United States, Ganada Press, San Antonio, Texas, 1993, paperback, ISBN 7-88051-025-1

## وصلات خارجية
- The Canadian Museum of Civilization - Native Ranching and Rodeo Life on the Plains and Plateau
- The Handbook of Texas Online: Ranching
- Society for Range Management
- Western Watersheds Project
- Cattle Ranges of the Southwest, published 1898, hosted by the Portal to Texas History
- Guide to ranch archives in Southwest Collection/Special Collections Library at Texas Tech
- Cowboys to Cattlemen Virtual Museum Exhibit and Lesson Plans at Grant-Kohrs Ranch NHS from National Park Service